# Liste der Stolpersteine in Frankfurt-Bornheim
Die Liste der Stolpersteine in Frankfurt am Main führt die vom Künstler Gunter Demnig verlegten Stolpersteine in Frankfurt am Main auf. Die Initiative Stolpersteine in Frankfurt am Main e. V. hat seit November 2003 die Verlegung von ca. 2000 Stolpersteinen, mindestens fünf Kopfsteinen und mindestens vier Stolperschwellen veranlasst. Die Initiative wird von der Stadt Frankfurt sowie von zahlreichen Institutionen, darunter das Jüdische Museum und das Institut für Stadtgeschichte unterstützt.
Die Steine erinnern an Menschen, die während der Zeit des Nationalsozialismus verfolgt, verhaftet, gequält, entrechtet, zur Flucht oder zum Suizid getrieben oder ermordet wurden. An ihrem letzten frei gewählten Wohnort in Frankfurt erinnern die Steine an alle Opfer des Nationalsozialismus: an Juden, Sinti und Roma, politisch Verfolgte, Zeugen Jehovas, Homosexuelle und Zwangsarbeiter, an als „asozial“ gebrandmarkte Menschen und an die Opfer der sogenannten „Euthanasie“-Morde an Kranken und Behinderten.
Im Oktober 2018 verlegte Gunter Demnig in Frankfurt den europaweit siebzigtausendsten Stein.
Die Stadtteile sind nach der Liste der Stadtteile von Frankfurt am Main angelegt. In den nicht gelisteten Stadtteilen liegen bislang keine Stolpersteine.
Über die hinter den Namen der Opfer liegenden Links lässt sich die zugehörige Biographie auf der Homepage der Stadt Frankfurt aufrufen.

## Liste
| Adresse                  | Name                     | Verfolgungsschicksal | Verlegedatum      | Bild | Anmerkung                               |
| ------------------------ | ------------------------ | --- | ----------------- | --- | --------------------------------------- |
| Mainkurstraße 29 ·       | Lorenz Weisbrod          | Lorenz Weisbrod geb. 1892 1942 "Vorbeugungshaft" KZ Flossenbürg ermordet 12.5.1942                                                                                                   | 17. Juni 2024     | | 2000. Stolperstein in Frankfurt am Main |
| Bornheimer Landwehr 85 · | Lotte Wohl               | Lotte Wohl 2.10.1908 Deportiert 14.9.1942 Raasiku ermordet unbekannt | 10. Mai 2022      | |                                         |
| Karl-Flesch-Straße 27 ·  | Else Strauss             | Else Strauss geb. 10.7.1896 deportiert 18.8.1942 Theresienstadt ermordet 29.1.1943                                                                                                   | 05. Sep. 2021     | |                                         |
| Throner Straße 8 ·       | Marie Seeger             | Marie Seeger geb. 6.11.1900 Einweisungen: 1931 Nervenklinik Frankfurt 1933 Hadamar 1939 Herborn 13.2.1941 Hadamar Tod 13.2.1941                                                      | 24. Juni 2019     | |                                         |
| Karl-Albert-Straße 33 ·  | Arnold Salomons          | Arnold Salomons geb. 15.6.1883 Haft 14.11.–21.12.1938 Dachau Flucht Mai 1939 Holland Internierung 5.10.1942 Westerbork Deportation: 1943 Theresienstadt 1944 Auschwitz Tod unbekannt | 19. Mai 2018      | |                                         |
| Karl-Albert-Straße 33 ·  | Mina Salomons            | Mina Salomons, geb. Löwenstein geb. 26.12.1883 Einweisung Herbst 1935 Nervenheilanstalt Herborn Tod 18.5.1937                                                                        | 19. Mai 2018      | |                                         |
| Karl-Albert-Straße 33 ·  | Dagobert Salomons        | Dagobert Salomons geb. 6.4.1920 Flucht 1938 Kolumbien | 19. Mai 2018      | |                                         |
| Karl-Albert-Straße 33 ·  | Hanna Salomons           | Hanna Salomons geb. 28.11.1923 Flucht 1938 Holland 1940 Belgien Internierung Mechelen Deportation: 1942 Auschwitz tod 13.8.1942                                                      | 19. Mai 2018      | |                                         |
| Karl-Albert-Straße 25 ·  | Bernhard Rothschild      | Bernhard Rothschild geb. 18.10.1861 Flucht 1941 Argentinien Tod 23.11.1941 auf dem Schiff Nyassa                                                                                     | 19. Mai 2018      | |                                         |
| Karl-Albert-Straße 25 ·  | Lina Rothschild          | Lina Rothschild, geb. Lichtenstein geb. 26.7.1868 Flucht 1941 Argentinien | 19. Mai 2018      | |                                         |
| Karl-Albert-Straße 25 ·  | Else Rothschild          | Else Rothschild geb. 27. 10 1898 Flucht 17.5.1938 Argentinien | 19. Mai 2018      | |                                         |
| Bornheimer Landwehr 85 · | Dina Strauß              | Dina Strauß geb. 27.04.1892 deportiert 1942 nach Theresienstadt ermordet 24.9.1942                                                                                                   | 22. Juni 2017     | |                                         |
| Bornheimer Landwehr 85 · | Auguste Strauß           | Auguste Strauß geb. Wallenstein geb. 22.01.1864 Flucht 1941 USA | 22. Juni 2017     | |                                         |
| Eulengasse 3 ·           | Siegfried Löwenstein     | Siegfried Löwenstein geb. 22.10.1893 Flucht 1935 Interniert 1940 Gurs Récébédou, Saint Cyprien, La Guiche tot 17.3.1944                                                              | 20. Mai 2016      | |                                         |
| Arnsburger Straße 1 ·    | Paul Wertheim            | Paul Wertheim geb. 13.6.1867 Suizid am 4.7.1938 | 21. Juni 2013     | Stolpersteine arnsburgerstr 1 |                                         |
| Berger Straße 200 ·      | Abraham Steigerwald      | Abraham Steigerwald geb. 25.9.1874 1939 Flucht nach Frankreich deportiert am 6.11.1942 nach Auschwitz Tod unbekannt                                                                  | 21. Juni 2013     | Stolperstein Berger Straße 200 Abraham Steigerwald                                                                                             |                                         |
| Berger Straße 200 ·      | Hannchen Steigerwald     | Hannchen Steigerwald, geb. Stern geb. 8.3.1881 1939 Flucht nach Frankreich deportiert am 6.11.1942 nach Auschwitz Tod unbekannt                                                      | 21. Juni 2013     | Stolperstein Berger Straße 200 Hannchen Steigerwald                                                                                            |                                         |
| Berger Straße 204 ·      | Dina Durlacher           | Dina Durlacher geb. Frank geb. 8.11.1881 deportiert 22.11.1941 nach Kaunas ermordet am 25.11.1941                                                                                    | 11. Mai 2012      | Stolperstein Berger Straße 204 Dina Durlacher                                                                                                  |                                         |
| Berger Straße 204 ·      | Hermine Durlacher        | Hermine Durlacher geb. 27.7.1884 deportiert 11.11.1941 nach Kaunas Tod unbekannt | 11. Mai 2012      | Stolperstein Berger Straße 204 Hermine Durlacher                                                                                               |                                         |
| Berger Straße 204 ·      | Julius Durlacher         | Julius Durlacher geb 10.11.1882 deportiert 22.11.1941 nach Kaunas ermordet am 25.11.1941                                                                                             | 11. Mai 2012      | Stolperstein Berger Straße 204 Julius Durlacher                                                                                                |                                         |
| Berger Straße 204 ·      | Leo Durlacher            | Leo Durlacher geb 2.8.1912 deportiert von Westerbork am 6.7.1943 nach Sobibor ermordet am 9.7.1943                                                                                   | 11. Mai 2012      | Stolperstein Berger Straße 204 Leo Durlacher                                                                                                   |                                         |
| Neebstraße 3 ·           | Anton Breitinger         | Anton Breitinger geb. 19.6.1898 deportiert Frankfurt-Preungesheim tot 17.9.1942 | 21. Juni 2013     | Stolpersteine neebstr 3 | Siehe auch Wiki Artikel                 |
| Saalburgstraße 19 ·      | Selma Schöps geb. Harris | Selma Schöps geb. Harris geb. 28.10.1888 deportiert 15.3.1943 nach Auschwitz ermordet am 10.9.1943                                                                                   | 9. Mai 2010       | Stolperstein Saalburgstr 19 für Selma Schoeps Freigabe [Ticket#2013102810006014] erteilt von Initiative Stolpersteine Frankfurt am Main e. V.  |                                         |
| Saalburgstraße 59 ·      | Emil Baer                | Emil Baer geb. 7.5.1877 deportiert am 1.9.1942 nach Theresienstadt und am 29.9.1942 nach Treblinka Tod unbekannt                                                                     | 23. Februar 2006  | Stolperstein Saalburgstr 59 für Emil Baer Freigabe [Ticket#2013102810006014] erteilt von Initiative Stolpersteine Frankfurt am Main e. V.      |                                         |
| Saalburgstraße 59 ·      | Fanny Baer               | Fanny Baer geb. 19.7.1902 Deportation unbekannt ermordet | 23. Februar 2006  | Stolperstein Saalburgstr 59 für Fanny Baer Freigabe [Ticket#2013102810006014] erteilt von Initiative Stolpersteine Frankfurt am Main e. V.     |                                         |
| Saalburgstraße 59 ·      | Rebekka Baer             | Rebekka Baer geb. Schloss geb. 5.12.1880 deportiert am 1.9.1942 nach Theresienstadt und am 29.9.1942 nach Treblinka Tod unbekannt                                                    | 23. Februar 2006  | Stolpersteine Saalburgstr 59 für Rebeckka Baer Freigabe [Ticket#2013102810006014] erteilt von Initiative Stolpersteine Frankfurt am Main e. V. |                                         |
| Maximilianstraße 1 ·     | Berta Steinhardt         | Hier wohnte Berta Steinhardt geb. 5.2.1892 deportiert am 19.10.1941 Łódź unbekannt                                                                                                   | 19. November 2013 | Stolperst maximilianstrasse 1 steinhardt berta                                                                                                 |                                         |
| Maximilianstraße 1 ·     | Ernst Steinhardt         | Ernst Steinhardt geb. 26.10.1883 deportiert am 19.10.1941 Łódź unbekannt | 19. November 2013 | Stolperst maximilianstrasse 1 steinhardt ernst                                                                                                 |                                         |